# Campionati del mondo di atletica leggera indoor 2016 - Salto in lungo femminile
La gara di salto in lungo femminile si è tenuta il 18 aprile, e ha visto sfidarsi 16 atlete (da 11 nazioni) in una finale diretta.

## Risultati
La finale è iniziata alle 18.55.
| Pos | Nome                        | Nazione       | #1   | #2   | #3   | #4   | #5   | #6   | Ris  | Note |
| --- | --------------------------- | ------------- | ---- | ---- | ---- | ---- | ---- | ---- | ---- | ---- |
| 1   | Brittney Reese              | Stati Uniti   | 6.97 | x    | x    | 6.88 | 7.00 | 7.22 | 7.22 | WL   |
| 2   | Ivana Španović              | Serbia        | 7.00 | 6.88 | x    | x    | 7.07 | 6.76 | 7.07 | NR   |
| 3   | Lorraine Ugen               | Gran Bretagna | 6.62 | 6.64 | 6.65 | x    | 6.93 | 6.86 | 6.93 | NR   |
| 4   | Janay DeLoach Soukup        | Stati Uniti   | x    | 6.80 | x    | x    | 6.85 | 6.89 | 6.89 | SB   |
| 5   | Brooke Stratton             | Australia     | 6.57 | 6.75 | 6.62 | x    | 6.72 |      | 6.75 |      |
| 6   | Alexandra Wester            | Germania      | x    | 6.44 | 6.67 | 6.59 | 6.57 |      | 6.67 |      |
| 7   | Ksenija Balta               | Estonia       | 6.59 | 6.57 | 6.48 | 6.60 | 6.59 |      | 6.60 |      |
| 8   | Shara Proctor               | Gran Bretagna | x    | 6.55 | 6.57 | x    | 6.54 |      | 6.57 |      |
| 9   | Anastasija Mirončyk-Ivanova | Bielorussia   | 6.56 | 6.55 | 6.47 |      |      |      | 6.56 |      |
| 10  | Alina Rotaru                | Romania       | x    | 6.40 | 6.45 |      |      |      | 6.45 |      |
| 11  | Chelsea Jaensch             | Australia     | 5.84 | 6.28 | 6.38 |      |      |      | 6.38 |      |
| 12  | Xenia Stolz                 | Germania      | 6.34 | x    | 6.37 |      |      |      | 6.37 |      |
| 13  | Jazmin Sawyers              | Gran Bretagna | x    | 6.31 | 6.27 |      |      |      | 6.31 |      |
| 14  | Khaddi Sagnia               | Svezia        | 6.08 | 5.98 | –    |      |      |      | 6.08 |      |
| NCL | Konomi Kai                  | Giappone      | x    | x    | x    |      |      |      | NM   |      |
| NCL | Eliane Martins              | Brasile       | x    | x    | x    |      |      |      | NM   |      |